# Anlægsgartner
Anlægsgartner er betegnelsen for de håndværkere, som anlægger og plejer haver og parker. Betegnelsen er fri, dvs. at enhver, som har lyst, kan kalde sig anlægsgartner – også uden at have en formaliseret gartneruddannelse bag sig.
Faglærte anlægsgartnere har en dybtgående viden om jord, planter, sten og fliser, og de har færdigheder i at opmåle og afsætte terrænstykker meget præcist. Ligeledes forstår de at foretage alle de nødvendige – men ofte usynlige – beregninger og forarbejder, som lægger grunden til et pålideligt og smukt resultat.
De fleste anlægsgartner firmaer med en faglig baggrund er sluttet sammen i organisationen Danske Anlægsgartnere, der bl.a. stiller garantiordning og klagenævn til rådighed for kunderne.